# Jean-Baptiste Grosier
Jean-Baptiste Gabriel Alexandre Grosier (Saint-Omer, 17 marzo 1743 – Parigi, 8 dicembre 1823) è stato un orientalista francese.

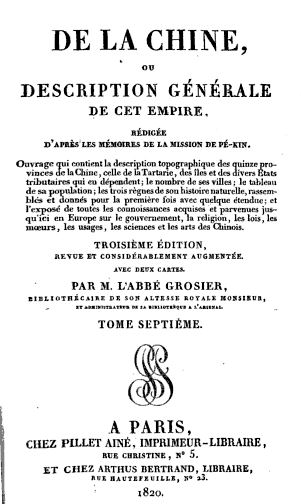
De la Chine, di Jean-Baptiste Grosier, edizione 1820.

Noto per aver pubblicato nel 1788 la sua descrizione generale della Cina.

## Opere
- De la Chine: ou Description générale de cet empire, rédigée d'après les mémoires de la mission de Pé-Kin Jean-Baptiste Grosier